# Море (фільм)
«Море» — український радянський двосерійний художній фільм 1978 року режисера Леоніда Осики, за романом Елігія Ставського «Очерети». Прем'єра фільму відбулася у серпні 1979 року.

## Сюжет
Дія фільму відбувається у невеликому рибацькому селищі на березі Азовського моря. Під час нічного чергування вбито інспектора рибнагляду. Це вбивство привертає увагу влади та місцевих жителів до проблем охорони та відновлення гинучої природи колись багатого краю.

## Актори
- Костянтин Степанков — Віктор Галузо
- Антоніна Лефтій — Кама
- Лариса Кадочникова — Віра
- Дмитро Миргородський — Бугровський
- Степан Олексєнко — Гліб Степанов
- Ада Роговцева — Віра
- Іван Миколайчук — Сімохин
- Борис Хмельницький
- Микола Грінько — Рогулін
- Павло Кормунін
- Віталій Дорошенко — Борис Ілліч
- Афанасій Кочетков — Прохор
- Володимир Волков
- Віра Кузнєцова — Степанова
- Олександр Пашутін — Леонід
- Валерій Носік — Кірілов
- Михайло Голубович — епізод
- Віктор Панченко — Чапля
- Валерій Панарін — епізод
- Федір Панасенко — епізод
- Ніна Реус — епізод
- Микола Федорцов — епізод
- Ігор Чаленко — епізод
- Лев Колесник — епізод

## Знімальна група
- Режисер-постановник: Леонід Осика
- Сценарист: Леонід Осика, Елігій Ставський
- Оператор-постановник: Валерій Квас
- Композитор: Володимир Губа
- Художник-постановник: Петро Слабинський
- Звукооператор: Анатолій Чернооченко
- Монтажер: Марія Пономаренко
- Художник по гриму: Галина Тишлек
- Редактор: Віталій Юрченко
- Директор картини: Ігор Чаленко

## Цікаві факти
«Море» — єдиний двосерійний фільм у творчості Леоніда Осики.